# Pseudoscaphirhynchus fedtschenkoi
El esturión del Sir Daria (Pseudoscaphirhynchus fedtschenkoi) es una especie de peces de la familia Acipenseridae. Se encontraban en Kazajistán, Tayikistán y Uzbekistán. Es endémica del río Sir Daria y, antes de que se drenara, lo era del mar de Aral. Debido a la pérdida de su lugar de reproducción y las represas que están a lo largo del río, se considera actualmente en peligro crítico de extinción y probablemente extinta ya que no se han reportado avistamientos desde 1960.

## Descripción y reproducción

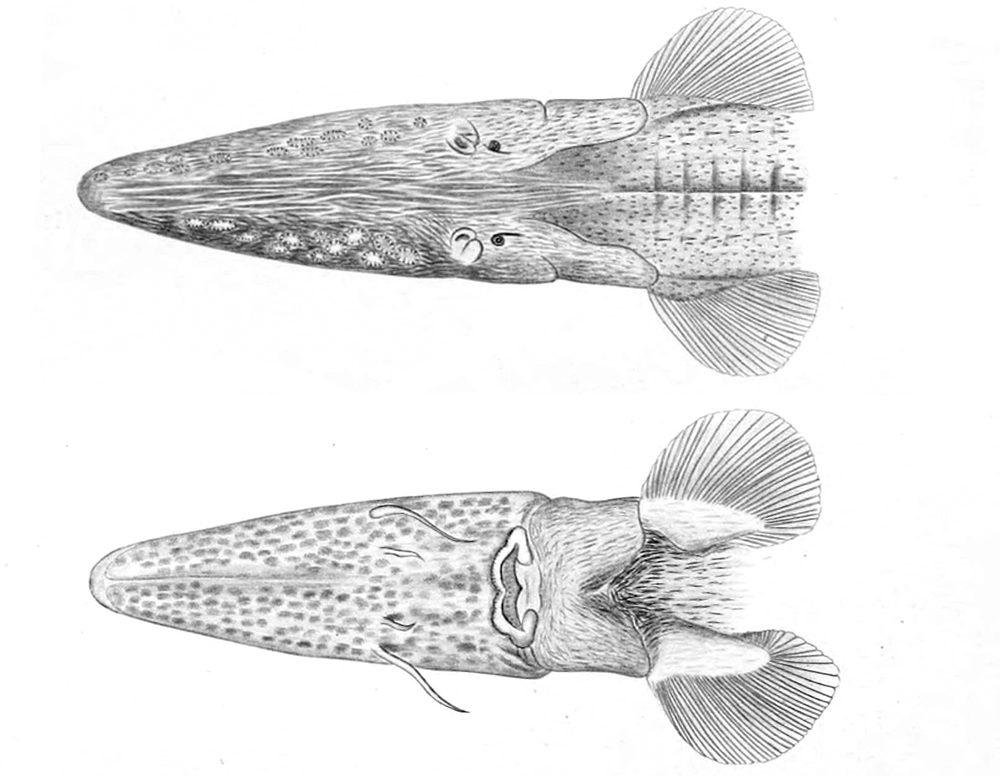
Detalles de la cabeza. (circa 1874)

Alcanza una longitud máxima de 65 cm y presenta entre 15-22 escamas dorsales, 37-46 de laterales y 6-11 de ventrales. Su hocico es largo, plano y en forma de pala. Hay ausencia de espinas en su cabeza. Sus aletas pectorales están levantadas en los extremos. La parte posterior del cuerpo es de color gris a negro y su color ventral es blanco. Es de fecundación externa y su reproducción tiene lugar hacia finales de abril.

## Alimentación
Los adultos se alimentan de organismos bentónicos (sobre todo de larvas de insectos). Se cree que es capaz de alimentarse en el mar de Aral, aunque también se ha adaptado a vivir en agua dulce.

## Hábitat y distribución geográfica
Es un pez de agua dulce y salada, demersal, potamódromo y de clima templado, Este pez es endémico de la cuenca del río Sir Daria (que es de la cuenca del mar de Aral). Se encuentra en Uzbekistán, Tayikistán y Kazajistán en Asia central.

## Estado de conservación
Sus principales amenazas son la pesca para el consumo humano, la mala calidad del agua debido a la contaminación agrícola, el hecho de que el río Sir Daria ya no llegue al mar de Aral desde el año 1975 debido a los trasvases de agua y la construcción de presas, y la progresiva desaparición de este mar de Aral, (su superficie se ha visto reducida en un 60 % desde 1973 hasta 2000 por lo que su agua se ha hipersalinizado y no contiene peces salvo una pequeña reserva situada en el noreste).

## Observaciones
Es inofensivo para los humanos, su índice de vulnerabilidad es de moderado a alto (53 de 100) y muchos autores lo consideran extinto.

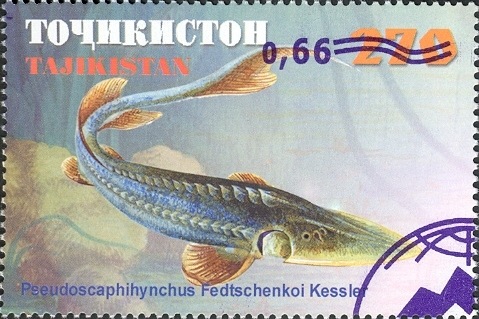
Sello postal de Tayikistán con imagen del esturión del Sir Daria